# Groupe d'astronautes 3

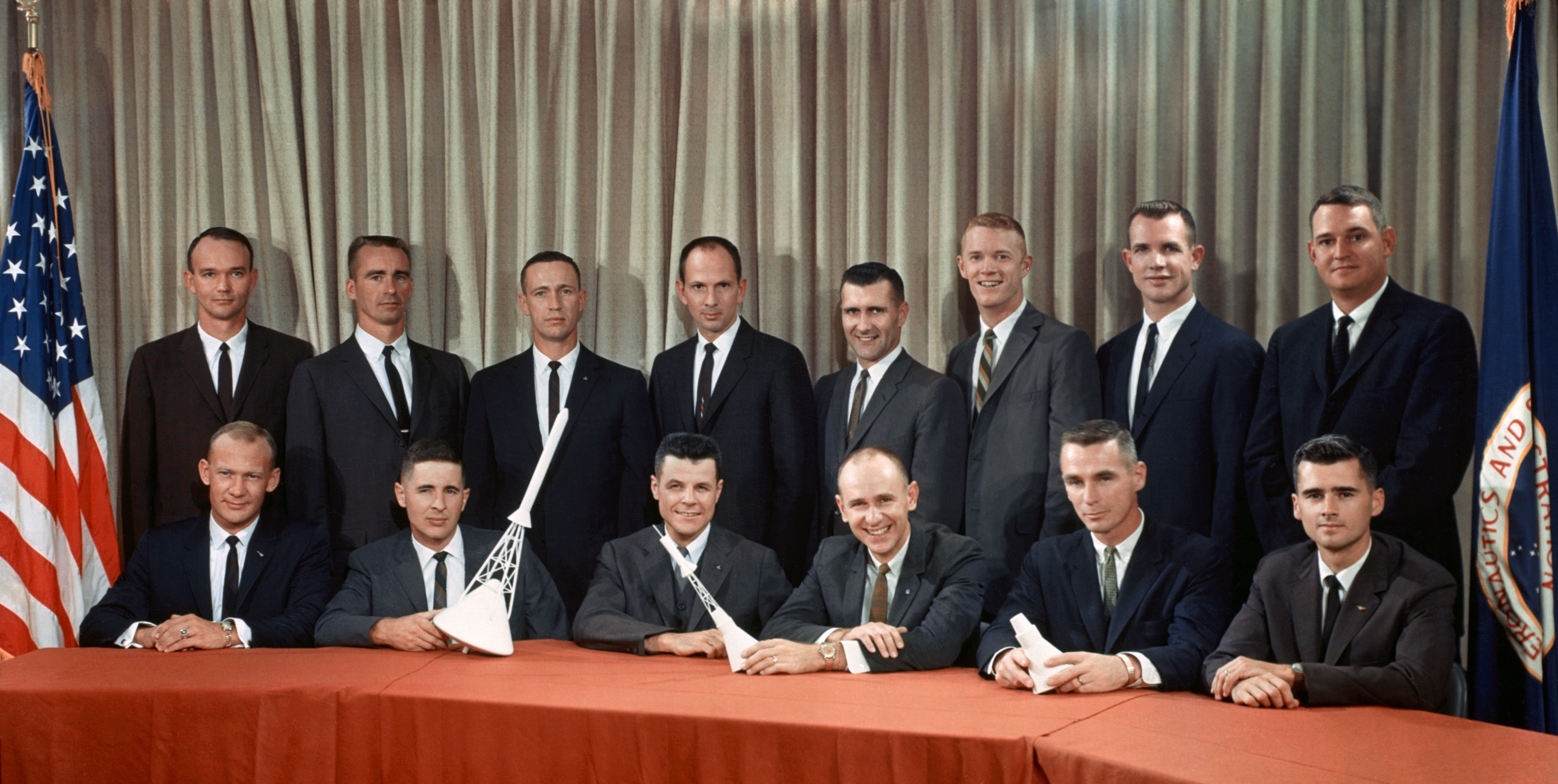
Les astronautes du 3e groupe de la NASA
Derrière, de gauche à droite : Collins, Cunningham, Eisele, Freeman, Gordon, Schweickart, Scott, Williams.
Devant, de gauche à droite : Aldrin, Anders, Bassett, Bean, Cernan, Chaffee.

Le groupe d'astronautes 3 (connu également sous le nom de « The Fourteen ») est le troisième groupe d'astronautes de la National Aeronautics and Space Administration (NASA) sélectionné en octobre 1963. 
Trente-quatre pilotes avaient été pré-sélectionnés : vingt sont recalés et quatorze retenus.
La sélection a été particulièrement sévère car, parmi les vingt recalés, cinq sont particulièrement réputés et deviendront célèbres : Michael Adams, qui mourra malheureusement en 1967 lors de l'atterrissage de son avion-fusée X-15, ainsi que Vance Brand, Ronald Evans, James Irwin et John Swigert (déjà pré-sélectionné l'année précédente), qui seront finalement embauchés trois ans plus tard dans le groupe 5 et participeront aux vols Apollo,.
Parmi les quatorze pilotes retenus, quatre sont morts assez rapidement dans des accidents, avant d'avoir pu voler dans l'espace, cinq ont fait leur baptême de l'espace au cours d'un vol Gemini, en 1966 et cinq autres l'ont fait dans le cadre du programme Apollo, en 1968-1969.
Certains ont eu une carrière prestigieuse, tels Aldrin, Bean, Scott et Cernan, qui ont marché sur la Lune, ces deux derniers y séjournant pendant trois jours. Bean est le seul à avoir repris la route de l'espace après la fin du programme Apollo, en tant que commandant d'une mission Skylab en 1973.
Ce groupe est le premier à inclure des astronautes n'ayant pas été pilote d'essai, le plus connu étant Aldrin.

## Membres du groupe
|    | Nom                    | Statut  | Date et lieu de naissance               | Date et lieu de décès                  | Missions                     | Dates                                    | Performances |
| -- | ---------------------- | ------- | --------------------------------------- | -------------------------------------- | ---------------------------- | ---------------------------------------- | --- |
| 1  | Edwin E. Aldrin, Jr    | USAF    | 20 janvier 1930 Glen Ridge, New Jersey  |                                        | Gemini 12 Apollo 11          | 11 novembre 1966 16 juillet 1969         | Dernier vol Gemini ; sorties extravéhiculaires Premier alunissage, 2ème homme sur la Lune                              |
| 2  | William A. Anders      | USAF    | 17 octobre 1933 Hong Kong, Chine        | 7 juin 2024 Îles San Juan, Washington  | Apollo 8                     | 21 décembre 1968                         | Première mission vers la Lune                                                                                          |
| 3  | Charles A. Bassett, II | USAF    | 30 décembre 1931 Dayton, Ohio           | 28 février 1966 Saint-Louis, Missouri  | /                            | /                                        | Sélectionné pour Gemini 9 ; décès accidentel : n'a jamais volé                                                         |
| 4  | Alan L. Bean           | USN     | 15 mars 1932 Wheeler, Texas             | 26 mai 2018 Houston, Texas             | Apollo 12 Skylab 3           | 14 novembre 1969 28 juillet 1973         | 2ème alunissage, 4ème homme sur la Lune Près de deux mois dans l'espace ; sortie extravéhiculaire                      |
| 5  | Eugene A. Cernan       | USN     | 10 juin 1929 Chicago, Illinois          | 16 janvier 2017 Houston, Texas         | Gemini 9 Apollo 10 Apollo 17 | 3 juin 1966 18 mai 1969 7 décembre 1972  | Sortie extravéhiculaire Test du module lunaire autour de la Lune 6ème alunissage, 11ème homme sur la Lune              |
| 6  | Roger B. Chaffee       | ex-USN  | 15 février 1935 Grand Rapids, Michigan  | 27 janvier 1967 Cap Canaveral, Floride | /                            | /                                        | Sélectionné pour Apollo 1 ; décès accidentel : n'a jamais volé                                                         |
| 7  | Michael Collins        | USAF    | 31 octobre 1930 Rome, Italie            | 28 avril 2021 Naples, Floride          | Gemini 10 Apollo 11          | 18 juillet 1966 16 juillet 1969          | Amarrage avec deux fusées Agena ; sorties extravéhiculaires Participation au premier alunissage (resté en orbite)      |
| 8  | R. Walter Cunningham   | USMC    | 16 mars 1932 Creston, Iowa              | 3 janvier 2023 Houston, Texas          | Apollo 7                     | 11 octobre 1968                          | Premier vol Apollo habité                                                                                              |
| 9  | Donn F. Eisele         | USAF    | 23 juin 1930 Columbus, Ohio             | 2 décembre 1987 Tokyo, Japon           | Apollo 7                     | 11 octobre 1968                          | Premier vol Apollo habité                                                                                              |
| 10 | Theodore C. Freeman    | USAF    | 18 février 1930 Haverford, Pennsylvanie | 31 octobre 1964 Houston, Texas         | /                            | /                                        | Décès accidentel; n'a jamais été dans l'espace                                                                         |
| 11 | Richard F. Gordon, Jr  | USN     | 5 octobre 1929 Seattle, Washington      | 5 janvier 2018 San Marcos, Californie  | Gemini 11 Apollo 12          | 12 septembre 1966 14 novembre 1969       | Record d'altitude : 1374 km ; sorties extravéhiculaires Participation au deuxième alunissage (resté en orbite)         |
| 12 | Russell L. Schweickart | ex USAF | 25 octobre 1935 Neptune, New Jersey     |                                        | Apollo 9                     | 3 mars 1969                              | Premier test du module lunaire ; sortie extravéhiculaire                                                               |
| 13 | David R. Scott         | USAF    | 6 juin 1932 San Antonio, Texas          |                                        | Gemini 8 Apollo 9 Apollo 15  | 16 mars 1966 3 mars 1969 26 juillet 1971 | Premier amarrage dans l'espace Participation au premier test du module lunaire 4ème alunissage, 7ème homme sur la Lune |
| 14 | Clifton C. Williams    | USMC    | 26 septembre 1932 Mobile, Alabama       | 5 octobre 1967 Tallahassee, Floride    | /                            | /                                        | Décès accidentel; n'a jamais été dans l'espace                                                                         |

## Portraits

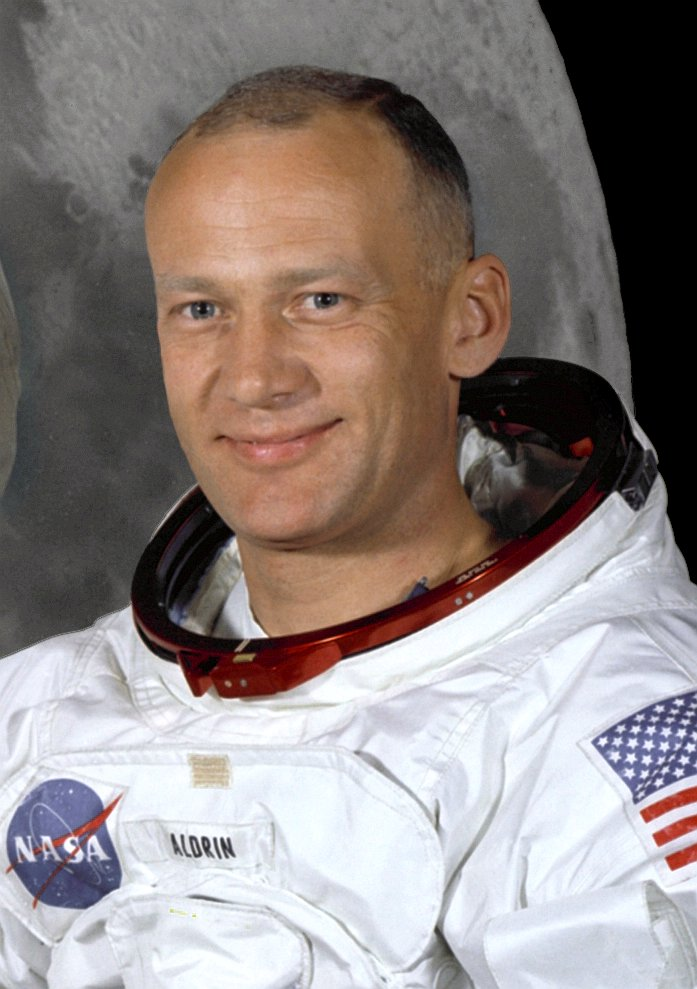
Buzz Aldrin
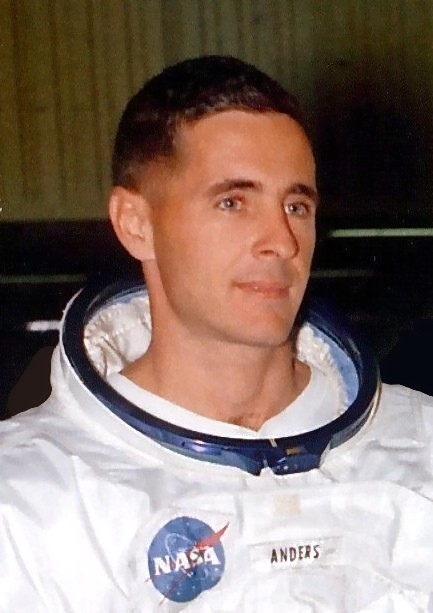
Bill Anders
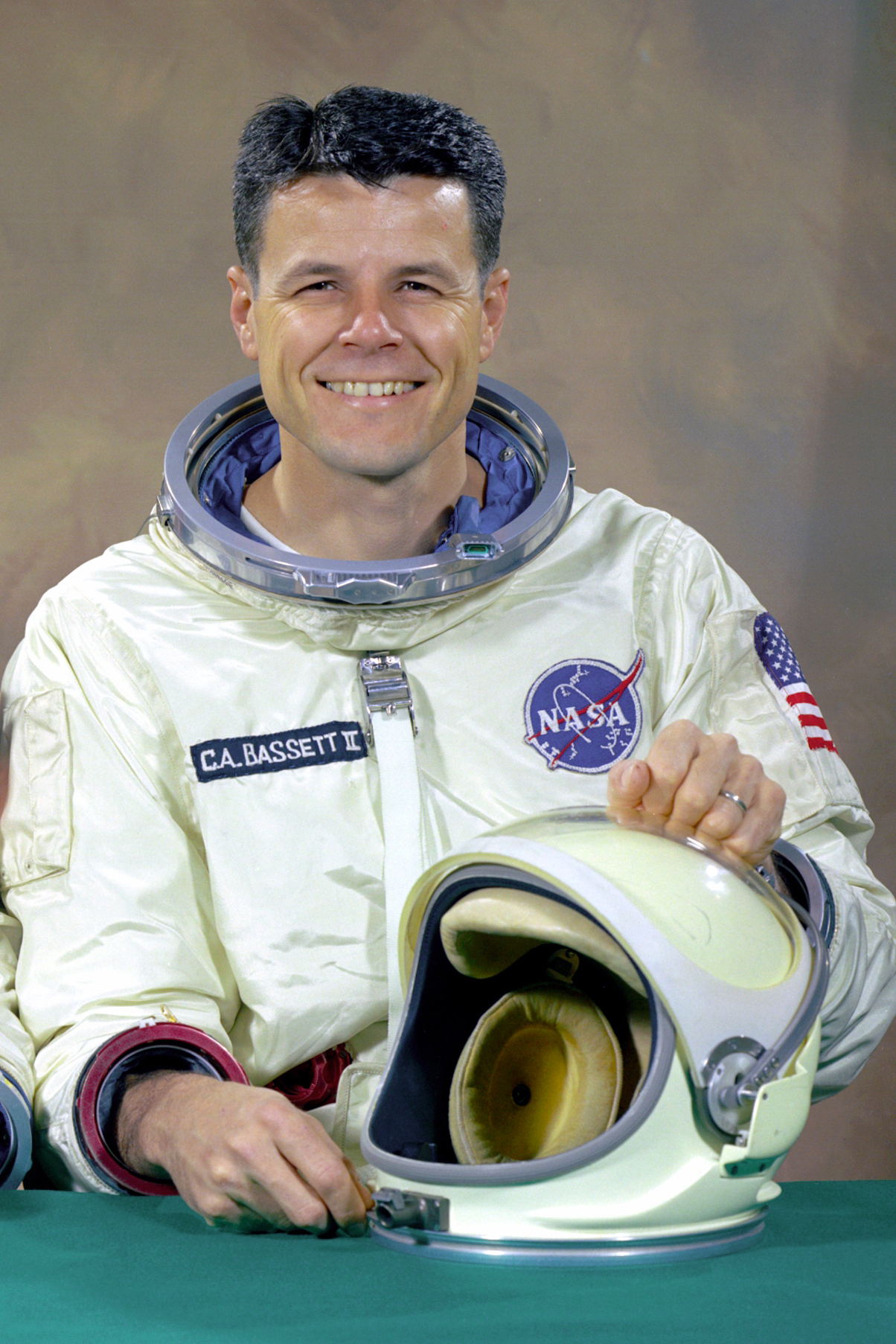
Charlie Bassett
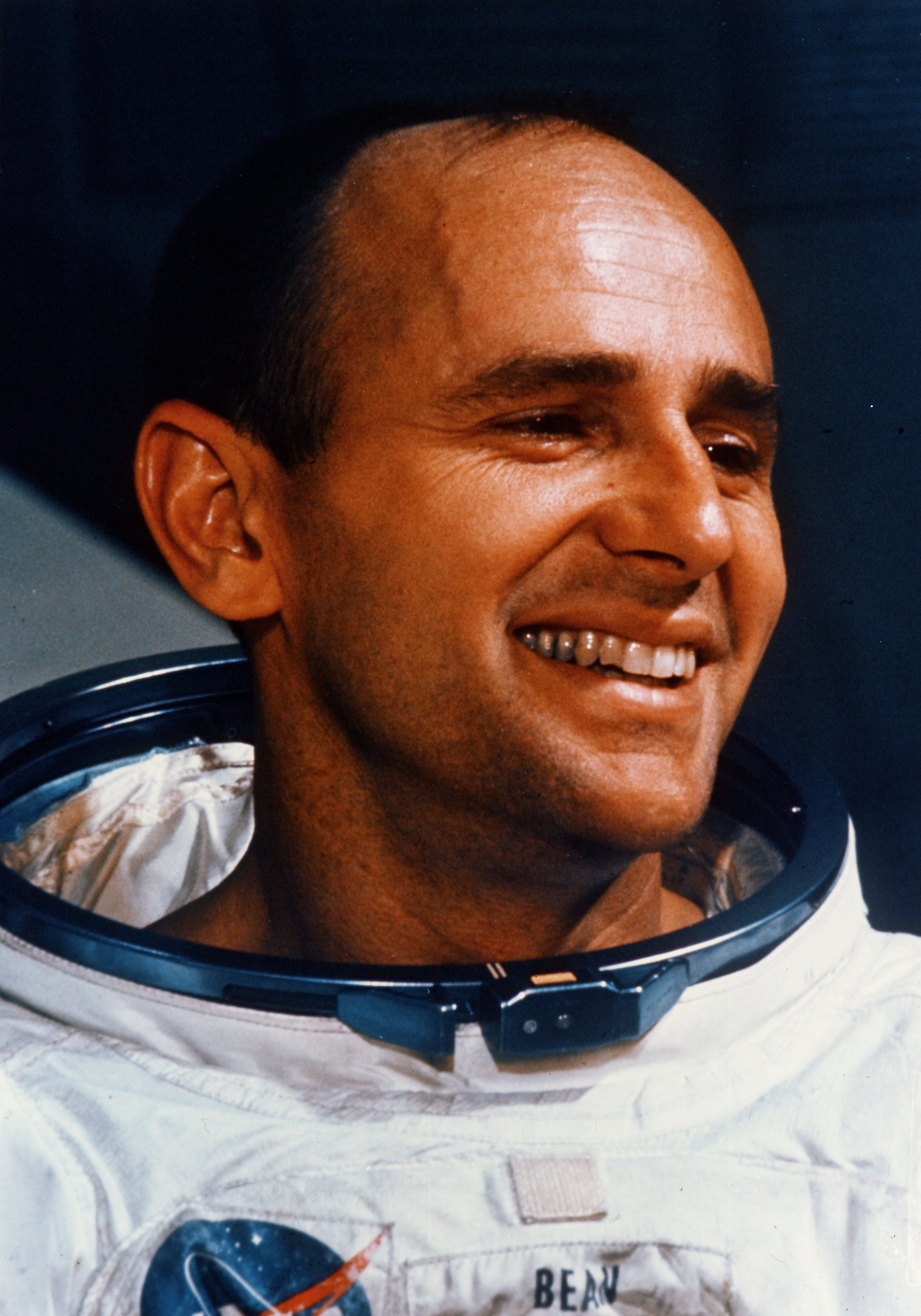
Al Bean
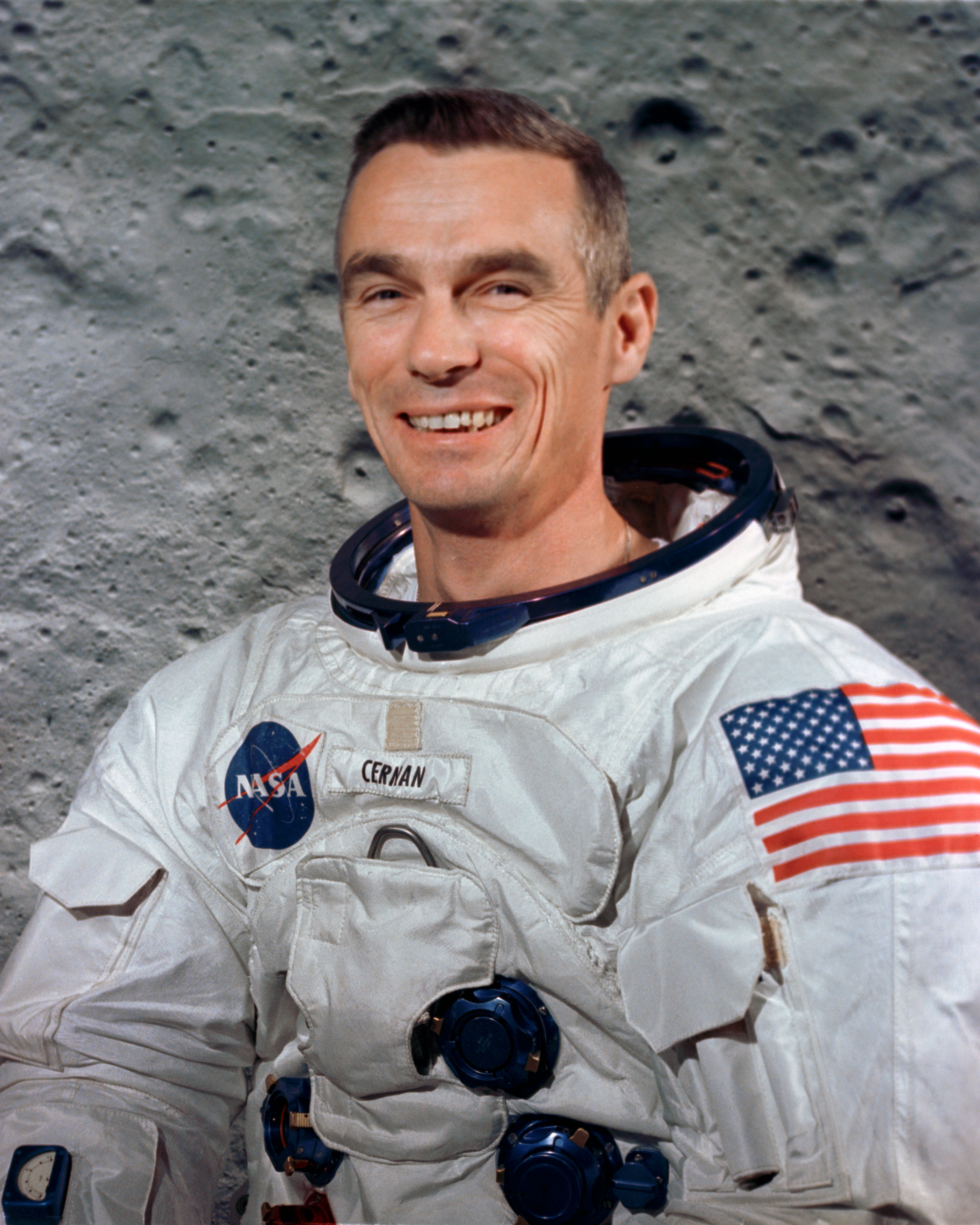
Gene Cernan
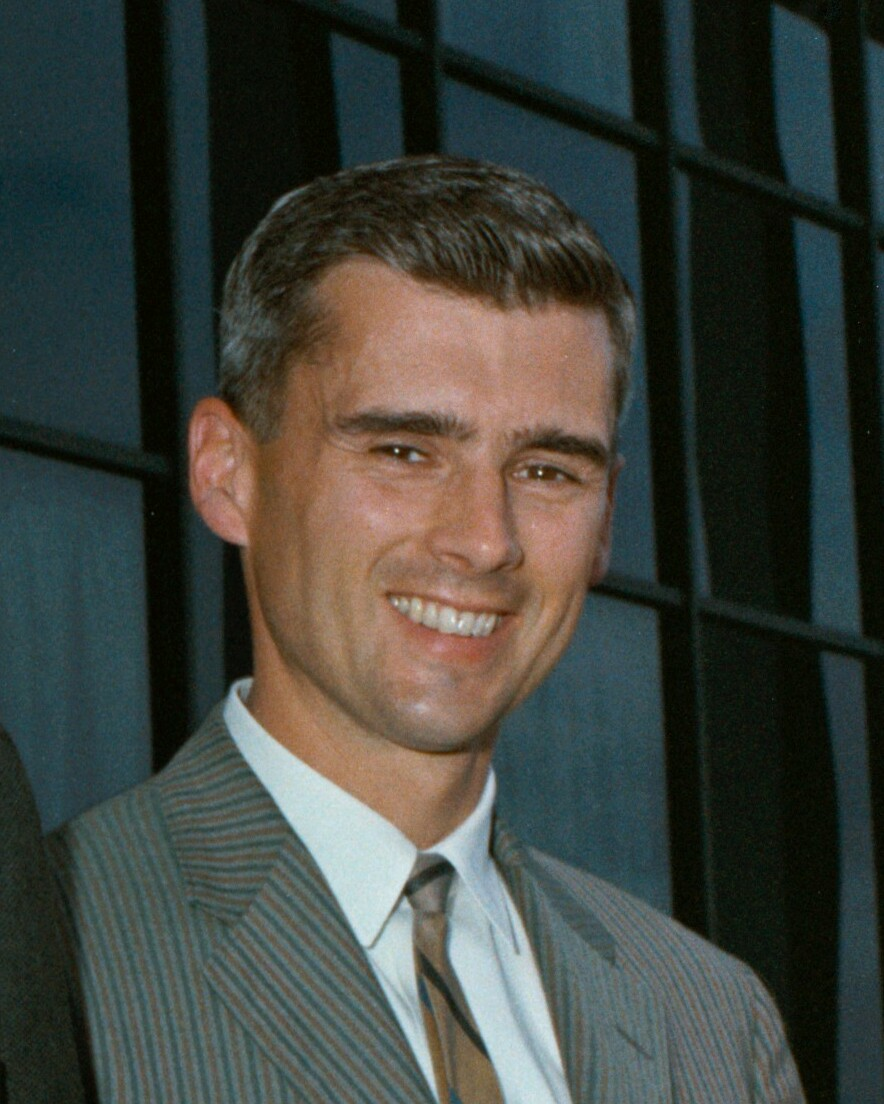
Roger Chaffee
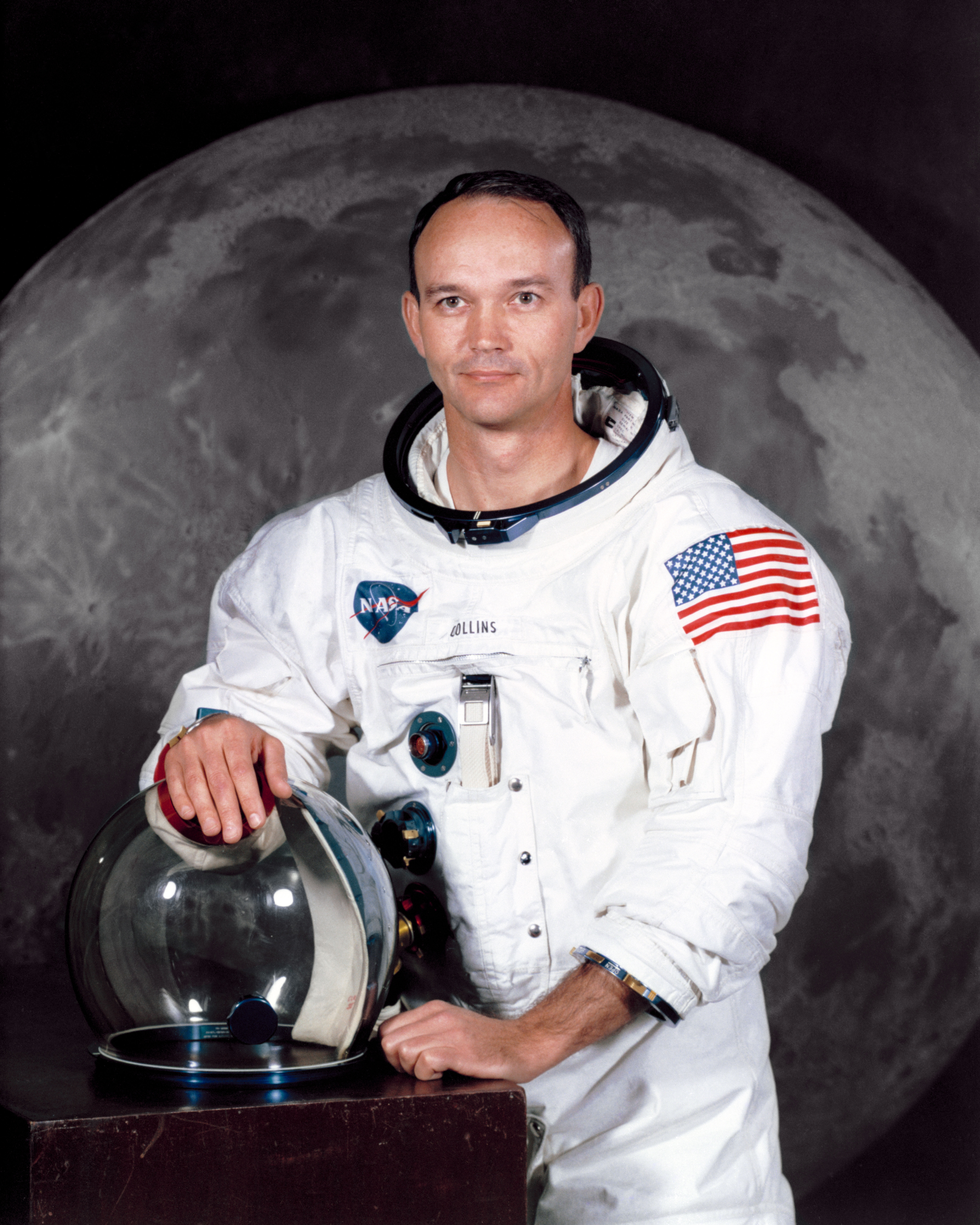
Mike Collins
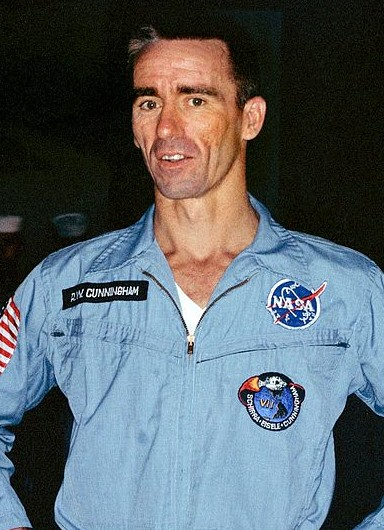
Walt Cunningham
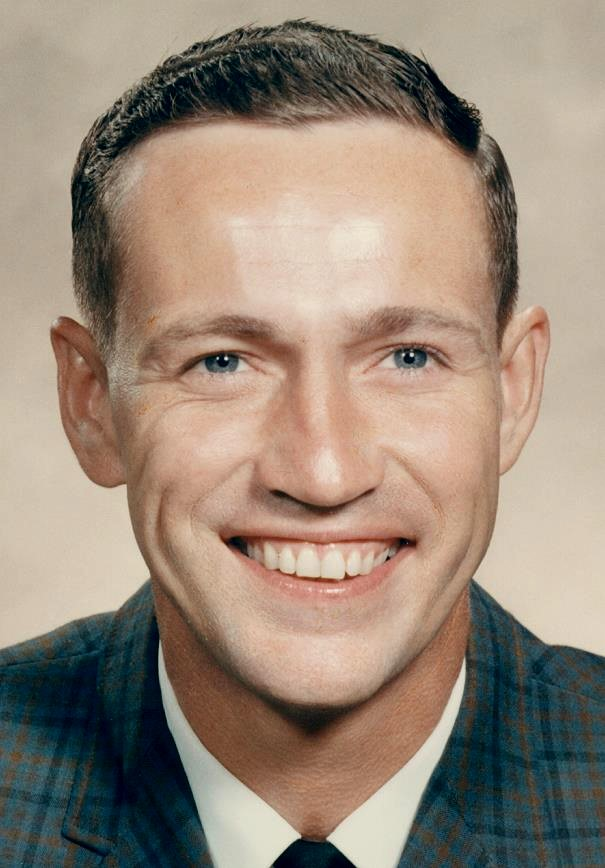
Donn Eisele
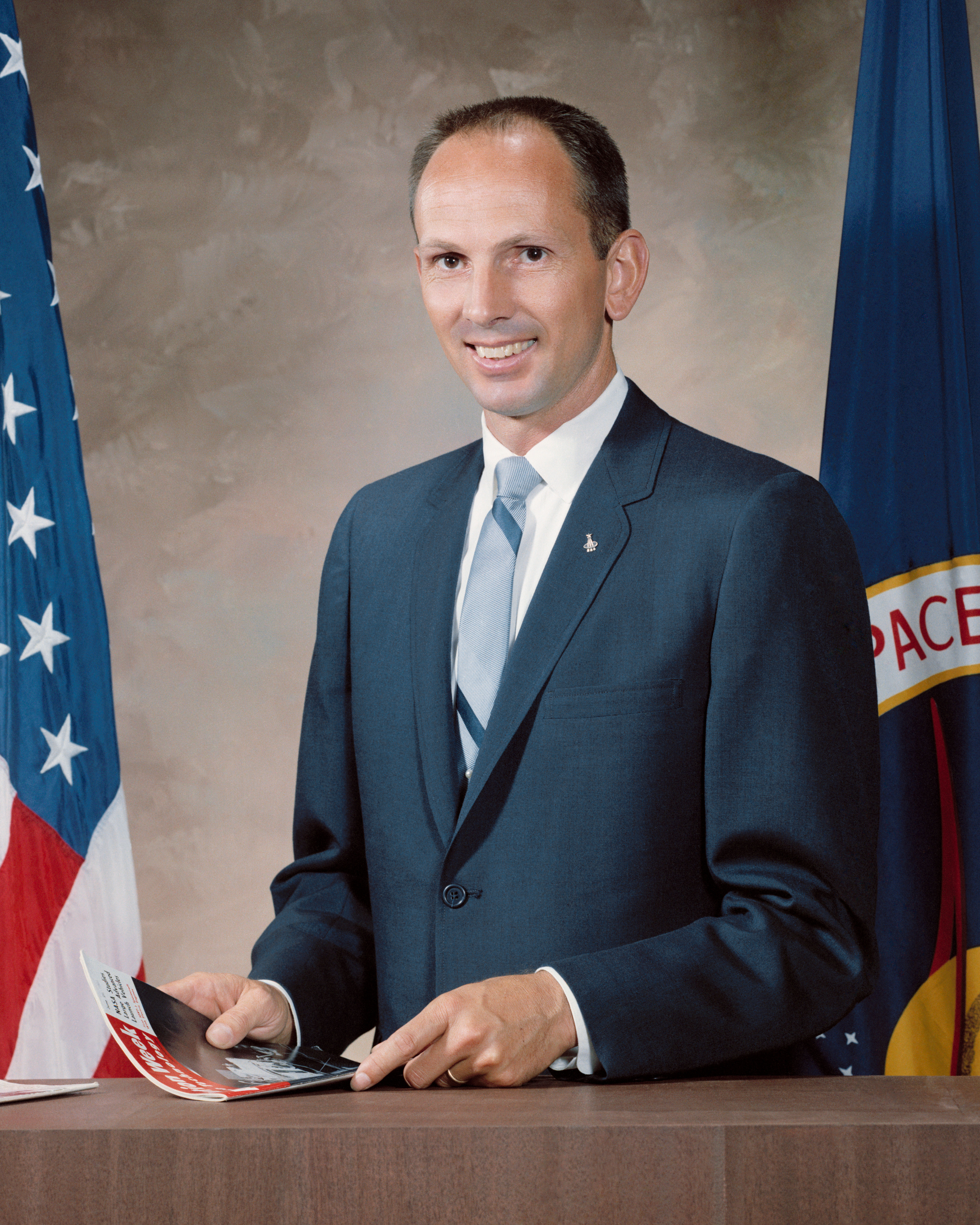
Ted Freeman
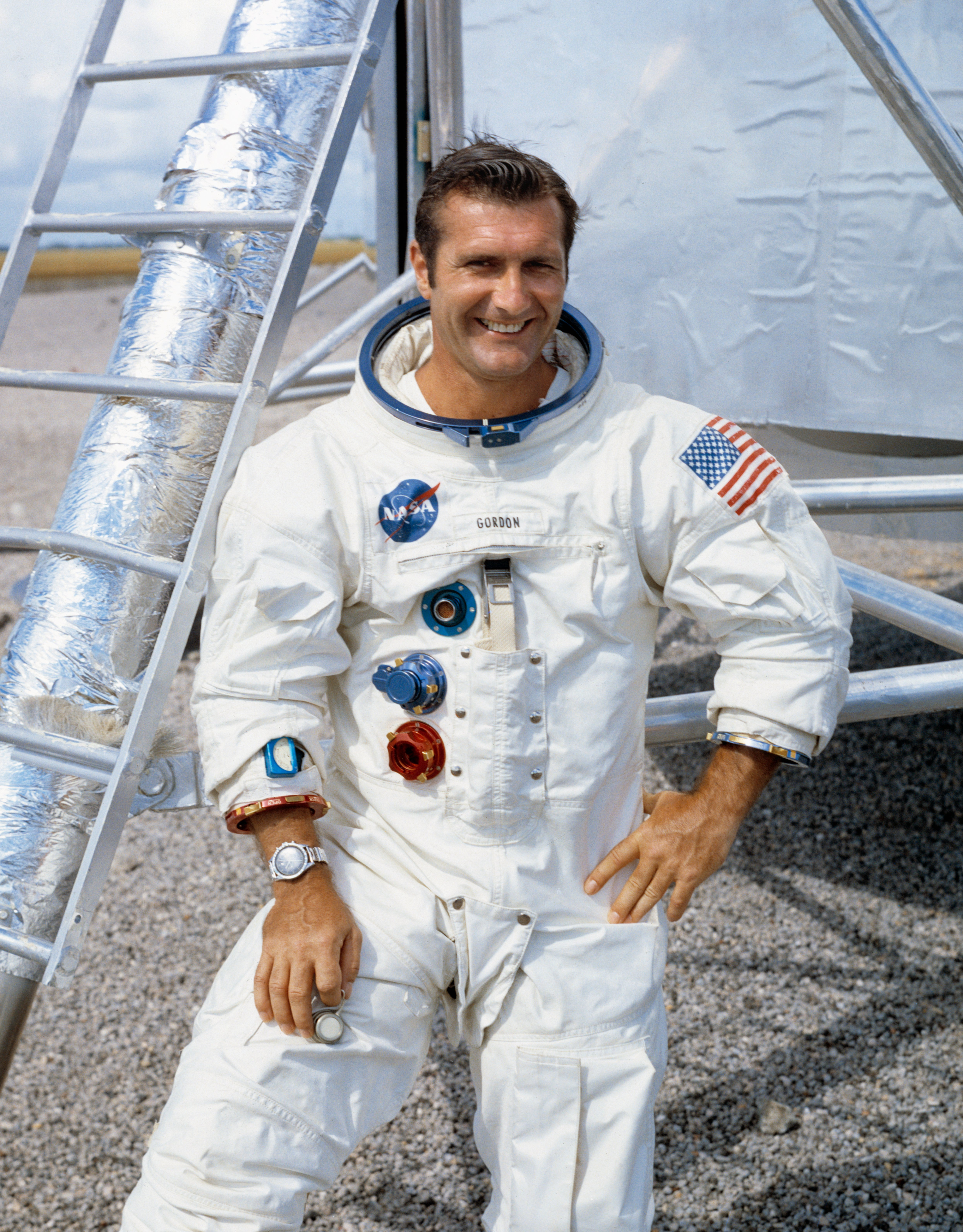
Dick Gordon
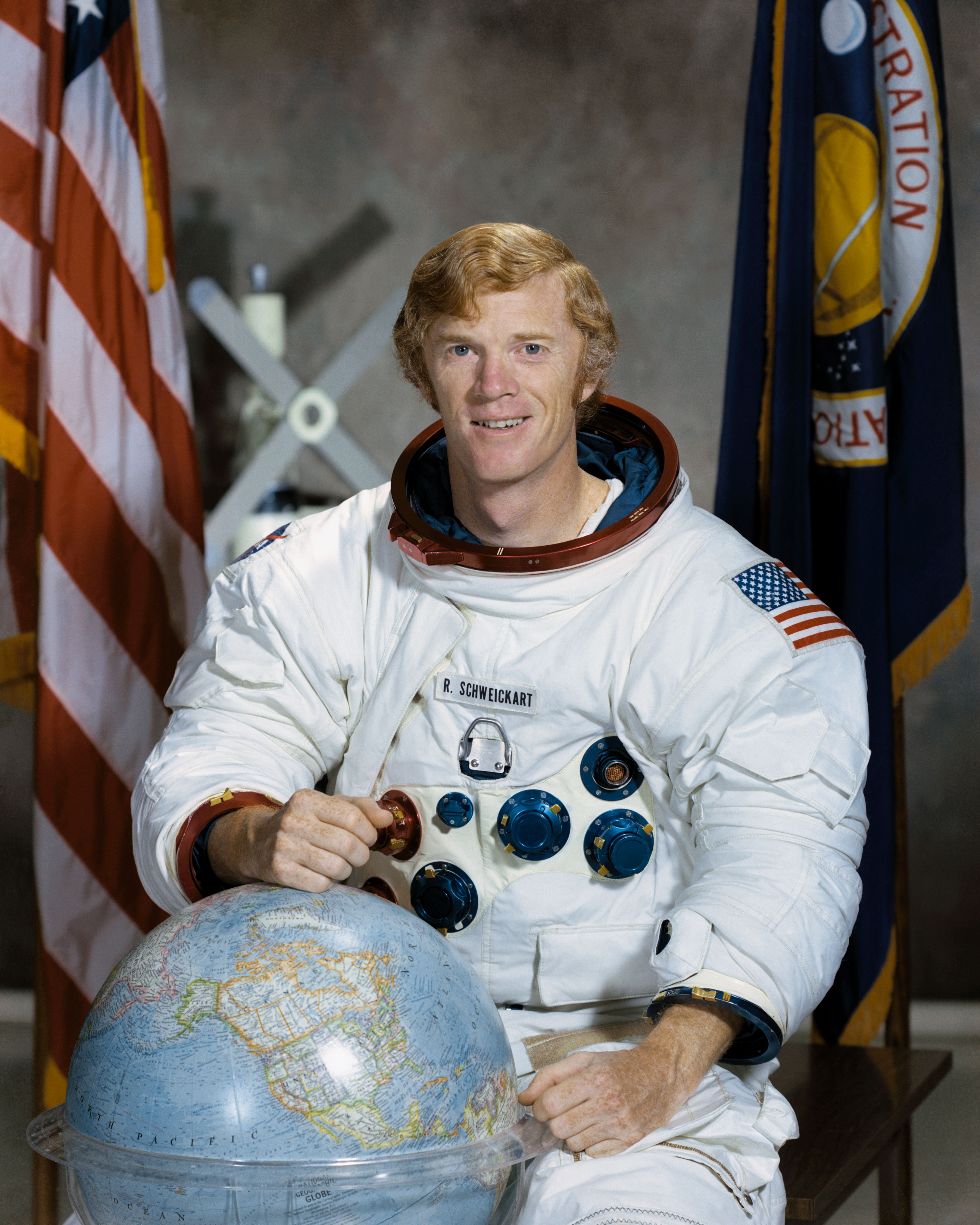
Rusty Schweickart
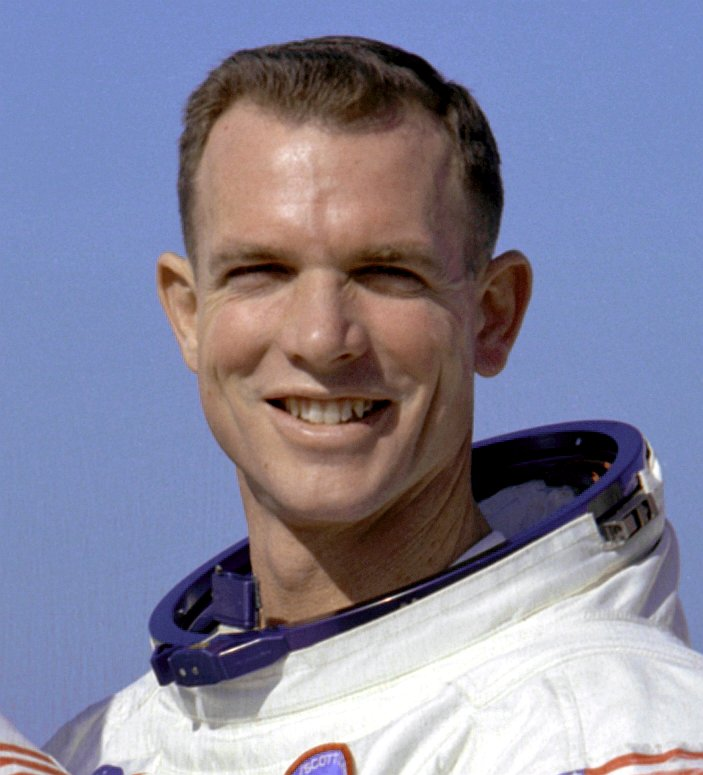
Dave Scott
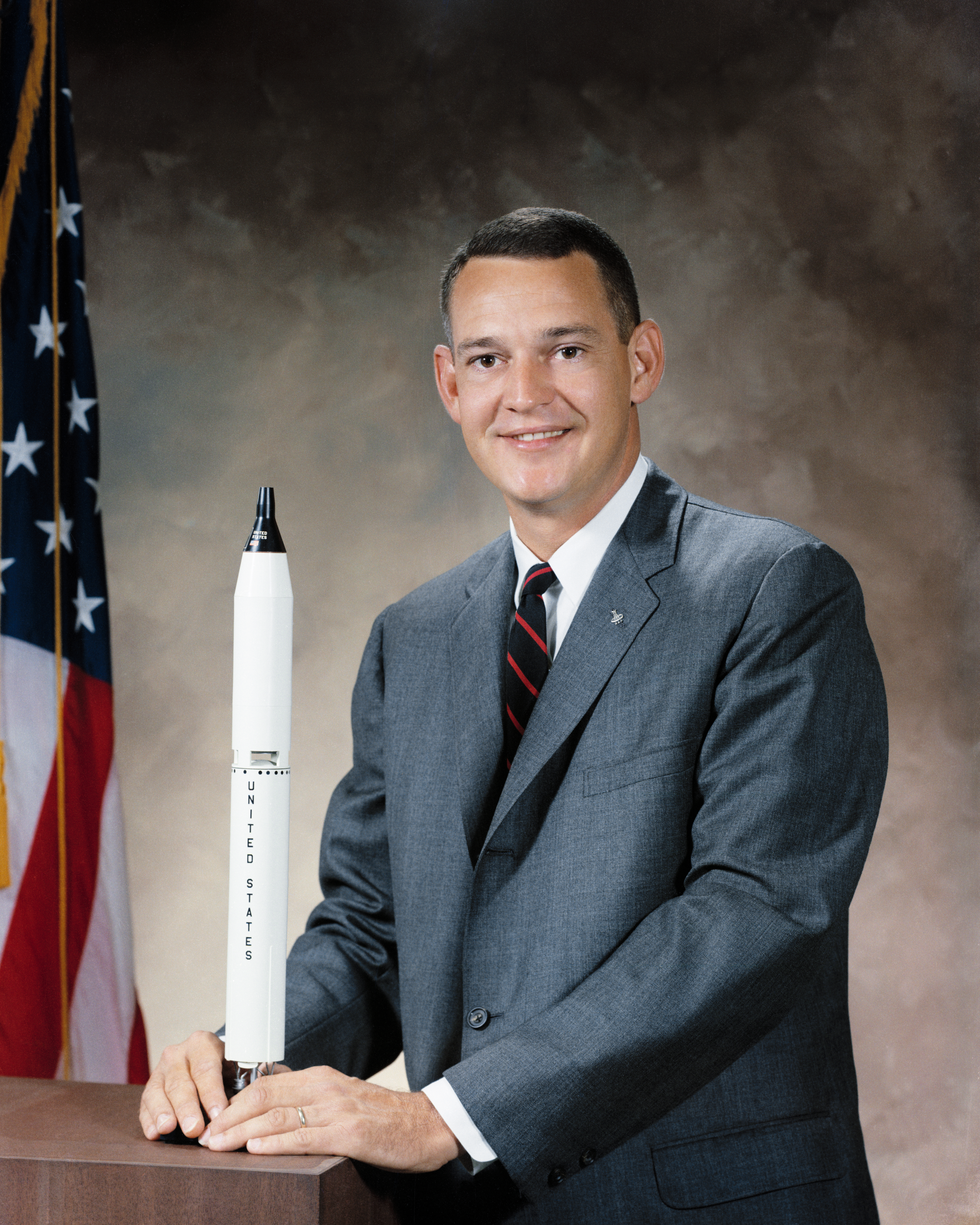
C.C. Williams

## Affectations
Tableau indiquant les affectations du groupe 3 aux programmes Mercury, Gemini et Apollo, en relation avec les missions des groupes antérieurs 1, 2 et des groupes ultérieurs 4, 5, 6 et 7

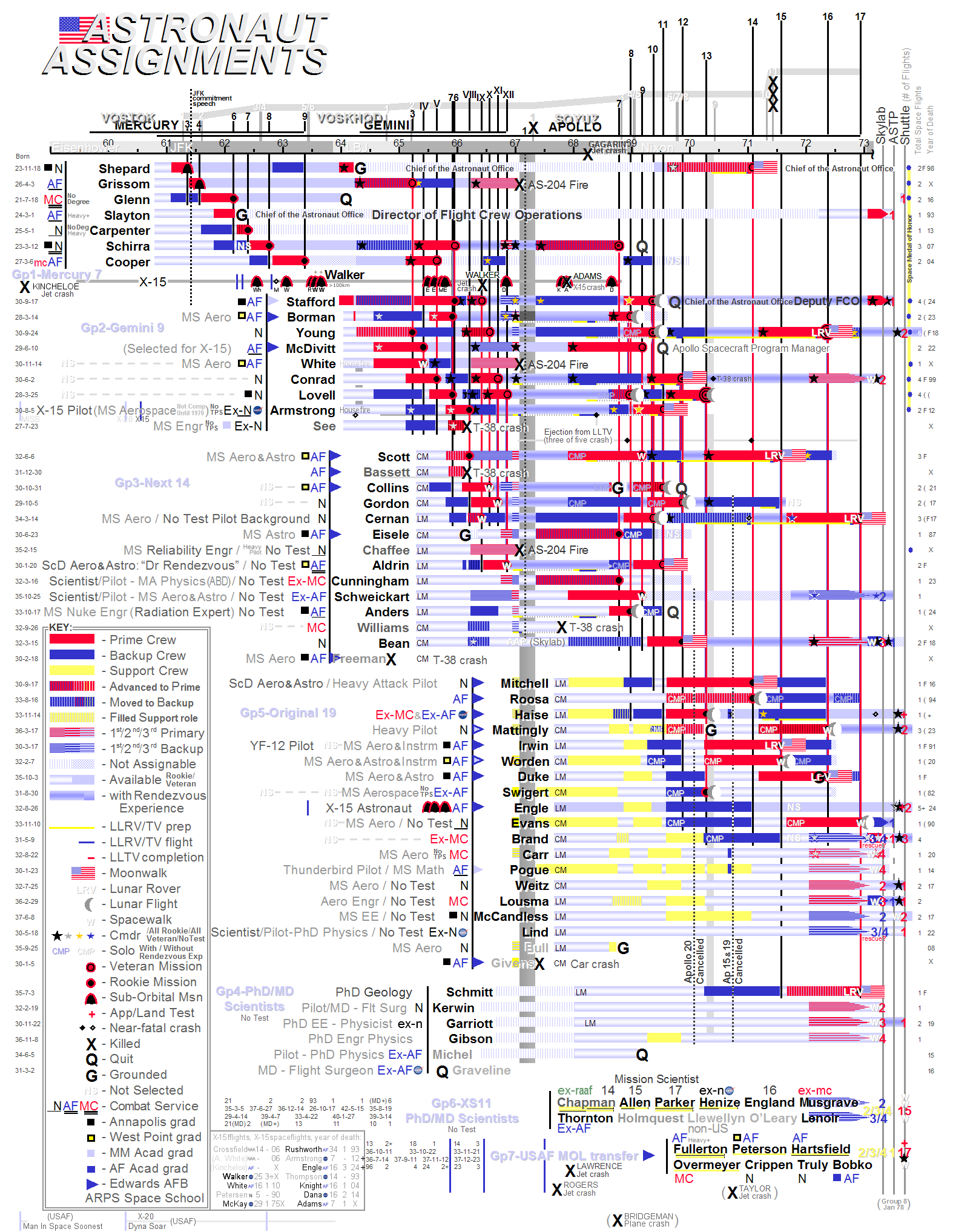
Tableau d'assignation des astronautes aux missions des programmes Mercury, Gemini et Appolo.